# Ray Manzarek
Raymond Daniel Manzarek Jr. (nascido Manczarek; 12 de fevereiro de 1939 – 20 de maio de 2013) foi um tecladista americano. Ele é mais conhecido como membro da banda de rock The Doors, co-fundando a banda em 1965 com Jim Morrison, também estudante da UCLA Film School. Junto com Alan Price do The Animals, Manzarek é creditado por suas habilidades em instrumentos de teclado estilo órgão, sendo pioneiro em novos estilos e sons de tocar instrumentos-chave na música popular americana.
Manzarek foi incluído no Hall da Fama do Rock and Roll em 1993 como membro do Doors. Ele foi membro cofundador da Nite City de 1977 a 1978, e da Manzarek-Krieger de 2001 até sua morte em 2013. O USA Today o descreveu como "um dos melhores tecladistas de todos os tempos".

## Biografia
Raymond Daniel Manczarek Jr. nasceu e foi criado no lado sul de Chicago, Illinois. Ele nasceu de pais de ascendência polonesa,  Helena Kolenda  (1918–2012) e Raymond Manczarek Sr. Seus avós emigraram da Polônia na década de 1890. 
Ao se formar na St. Rita of Cascia High School em 1956, Manzarek matriculou-se na DePaul University, onde tocou piano na banda de jazz de sua fraternidade (Beta Pi Mu Combo), participou de futebol intramural, atuou como tesoureiro do Discurso Club, e organizou um concerto beneficente com Sonny Rollins e Dave Brubeck. Ele se formou em economia pela Faculdade de Comércio da Universidade em 1960.
No final de 1961, Manzarek matriculou-se brevemente na Faculdade de Direito da Universidade da Califórnia, em Los Angeles. Incapaz de se adaptar ao currículo, ele foi transferido para o Departamento de Cinema, Televisão e Rádio como estudante de pós-graduação, antes de desistir completamente após romper com uma namorada.  Embora tenha tentado se alistar no Corpo de Sinalização do Exército como operador de câmera, ele foi designado para a altamente seletiva Agência de Segurança do Exército como potencial analista de inteligência.

### The Doors

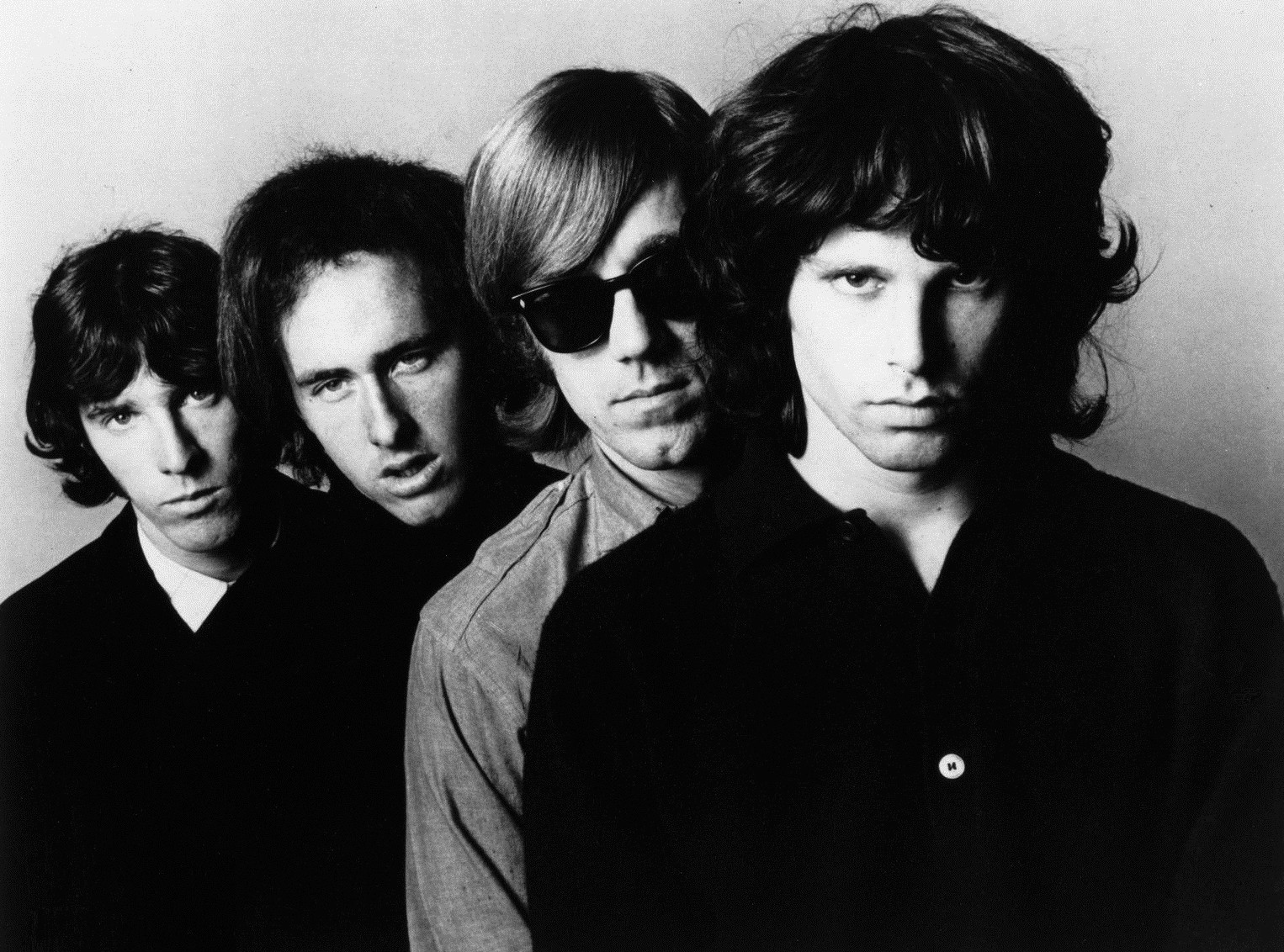
Da esquerda para a direita, Densmore, Krieger, Manzarek e Morrison em foto publicitária de 1966

Em janeiro de 1966, os Doors se tornaram a banda da casa do London Fog on the Sunset Strip. De acordo com Manzarek, "Ninguém jamais entrou no local ...um ou dois marinheiros ocasionais de licença, alguns bêbados. No geral, foi uma experiência muito deprimente, mas nos deu tempo para realmente juntar a música". Quando os Doors foram demitidos do London Fog, eles foram contratados para ser a banda da casa do Whisky a Go Go. O primeiro contrato de gravação do The Doors foi com a Columbia Records. Após alguns meses de inatividade, eles descobriram que estavam na lista suspensa da Columbia.   Nesse ponto, eles pediram a rescisão do contrato. Após alguns meses de shows ao vivo, Jac Holzman "redescobriu" os Doors e os assinou com a Elektra Records. 

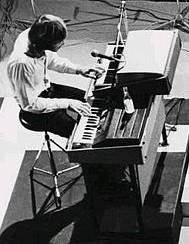
Manzarek se apresentando ao vivo na televisão dinamarquesa, usando sua técnica característica: um baixo de piano Rhodes com a mão esquerda, enquanto executa as melodias principais com a direita em um órgão.

O Doors não tinha um baixista (exceto durante as sessões de gravação), então, para apresentações ao vivo, Manzarek tocava as partes do baixo em um teclado de piano Fender Rhodes. Seu som característico era o do órgão combo Vox Continental, um instrumento usado por muitas outras bandas de rock psicodélico da época. Ele também usou um órgão combo Gibson G-101 Kalamazoo (que parece um Farfisa) para os álbuns posteriores da banda. 
Durante a era Morrison, Manzarek era o backing vocal regular do grupo. Ele ocasionalmente cantava, como exemplificado por covers de "Close to You" de Muddy Waters (lançado em Absolutely Live de 1970)  e "You Need Meat (Don't Go No Further)" (gravado durante as sessões de L.A. Woman e inicialmente lançado como lado B de "Love Her Madly"). Ele passou a compartilhar os vocais principais com Krieger nos álbuns (Other Voices e Full Circle) lançados após a morte de Morrison.

### Carreira posterior e influência

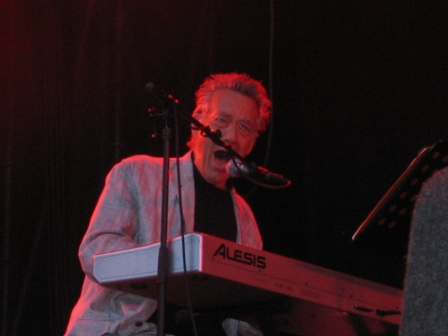
Manzarek em março de 2006, apresentando-se na Holanda

Depois de gravar dois álbuns solo na Mercury Records com uma recepção silenciosa em 1974, Manzarek tocou em vários grupos, mais notavelmente no Nite City. Ele gravou uma adaptação rock de Carmina Burana de Carl Orff (1983; co-produzida por Philip Glass), tocou brevemente com Iggy Pop, participou de uma faixa do álbum homônimo de 1987, Echo & the Bunnymen, apoiado pelo poeta de São Francisco Michael McClure. fez leituras de poesia e trabalhou em composições improvisadas com o poeta Michael C. Ford. Ele também trabalhou extensivamente com o roteirista de Hearts of Fire e ex-líder do SRC, Scott Richardson, em uma série de gravações de blues e palavra falada intitulada "Tornado Souvenirs". Manzarek produziu os primeiros quatro álbuns da banda punk seminal X, também contribuindo ocasionalmente nos teclados. Dois deles também foram incluídos na lista dos 500 Melhores Álbuns de Todos os Tempos da Rolling Stone.
Seu livro de memórias, Light My Fire: My Life with the Doors, foi publicado em 1998. The Poet in Exile (2001) é um romance que explora a lenda urbana de que Jim Morrison pode ter falsificado sua morte. O segundo romance de Manzarek, Snake Moon, lançado em abril de 2006, é uma história de fantasmas da Guerra Civil Americana. Em 2000, um álbum de poesia colaborativo intitulado Freshly Dug foi lançado com o cantor, poeta, ator e roqueiro punk pioneiro britânico Darryl Read. Read já havia trabalhado com Manzarek no álbum Beat Existentialist em 1994, e sua última colaboração poética e musical foi em 2007 com o álbum Bleeding Paradise. Também em 2000, ele co-escreveu e dirigiu o filme Love Her Madly, que foi creditado a uma ideia de história de Morrison. O filme foi exibido na noite de encerramento do Festival de Cinema de Santa Cruz de 2004, mas recebeu distribuição limitada e crítica crítica.

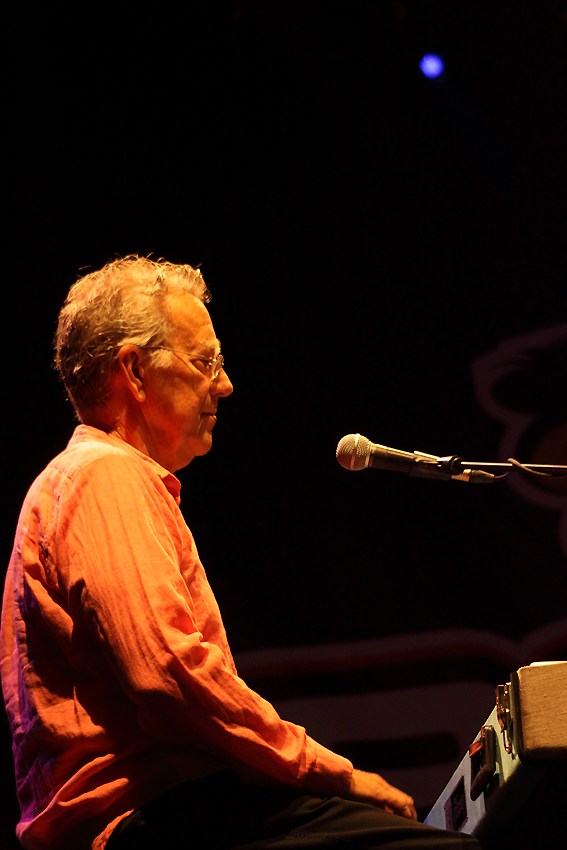
Manzarek no festival Bospop, Weert 2010, Holanda

Em 2006 colaborou com o compositor e trompetista Bal. O álbum resultante, Atonal Head, é uma exploração no reino da música eletrônica. Os dois músicos integraram jazz, rock, música étnica e clássica em suas criações baseadas em computador. Em 4 de agosto de 2007, Manzarek apresentou um programa na BBC Radio 2 sobre o 40º aniversário da gravação de "Light My Fire" e as influências musicais e espirituais do grupo.
Em abril de 2009, Manzarek e Robby Krieger apareceram como convidados especiais para o webcast mensal do concerto de Daryl Hall, Live From Daryl's House. Eles tocaram várias músicas do Doors ("People Are Strange", "The Crystal Ship", "Roadhouse Blues" e "Break On Through (To the Other Side)") com Hall fornecendo os vocais principais. Em seus últimos anos, ele frequentemente tocava bandas locais na área do Condado de Napa, para onde se mudou no início dos anos 2000.
Em 2009, Manzarek colaborou com "Weird Al" Yankovic tocando teclado no single "Craigslist", que é um pastiche dos Doors. No dia da morte de Manzarek, Yankovic publicou um vídeo pessoal desta sessão de estúdio que ele disse ter sido uma "extrema honra" e "um dos pontos altos absolutos da minha vida". Em maio de 2010, Manzarek gravou com o guitarrista de slide Roy Rogers. Um álbum colaborativo entre os dois, intitulado Translucent Blues, foi lançado em meados de 2011; seu conteúdo lírico é escrito principalmente pelos compositores/poetas Jim Carroll e Michael McClure. De junho a agosto de 2011, Manzarek gravou "Breakn' a Sweat" com DJ Skrillex e seus ex-membros do Doors, Robby Krieger e John Densmore. Em agosto de 2013, Twisted Tales, outra colaboração entre Manzarek e Rogers, foi lançada e dedicada a Manzarek após seu falecimento.

### Vida pessoal, morte e legado

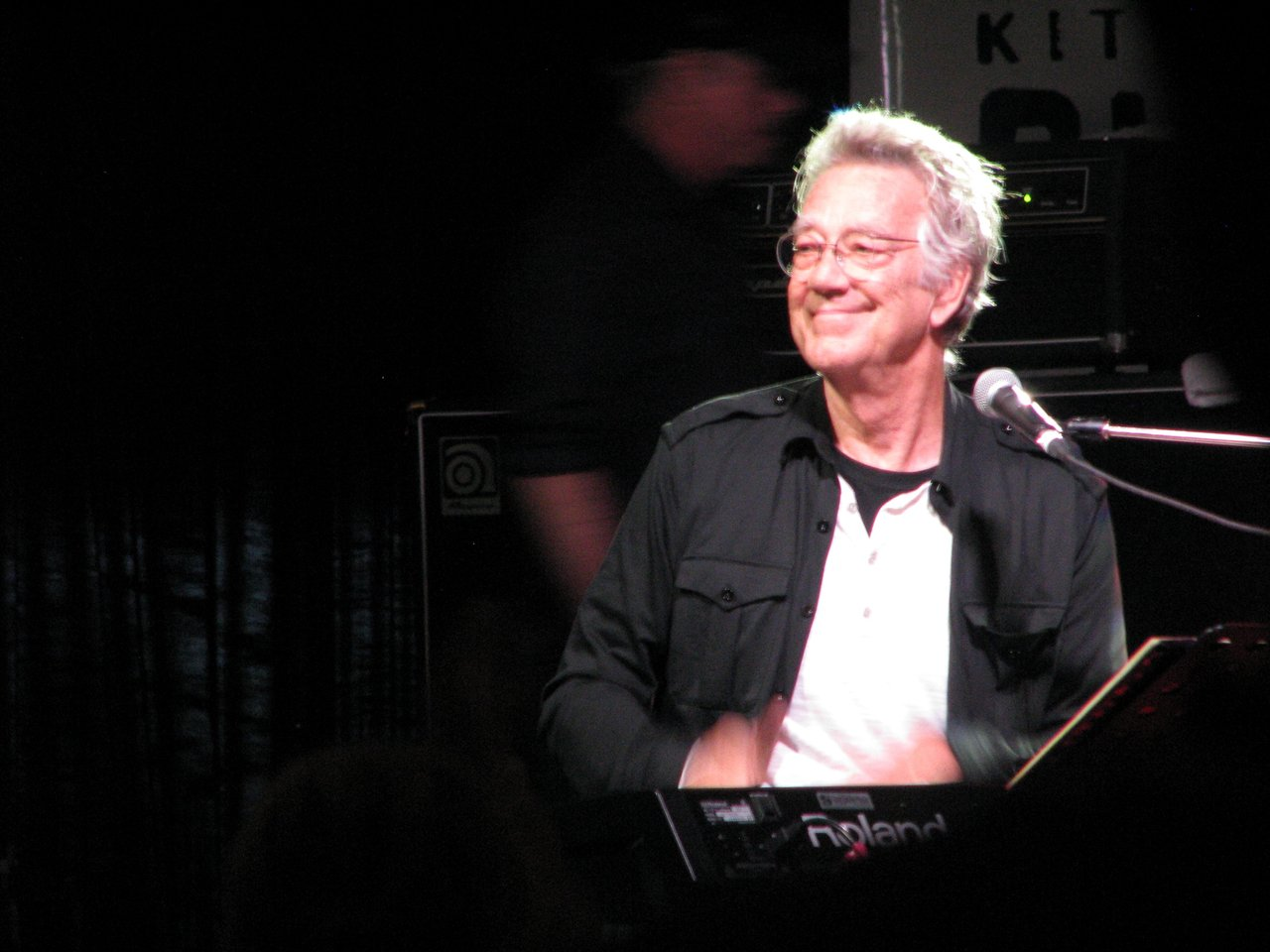
Manzarek no Kitchener Blues Festival em 2012

Manzarek casou-se com a ex-aluna da UCLA Dorothy Aiko Fujikawa em Los Angeles em 21 de dezembro de 1967, com Morrison e sua companheira de longa data Pamela Courson como testemunhas. Manzarek e Fujikawa permaneceram casados até sua morte. Eles têm um filho, Pablo, nascido em 28 de agosto de 1973, e três netos. No início da década de 1970, os Manzareks dividiram seu tempo entre um apartamento em West Hollywood, Califórnia, e uma pequena cobertura no Upper West Side de Nova York. Posteriormente, eles residiram em Beverly Hills, Califórnia (incluindo dez anos em uma casa em Rodeo Drive), por várias décadas. Durante a última década de sua vida, Manzarek e sua esposa viveram em uma casa de fazenda reformada perto de Vichy Springs, Califórnia, no Vale de Napa.
Em março de 2013, Manzarek foi diagnosticado com um câncer raro chamado colangiocarcinoma (câncer do ducto biliar) e viajou para a Alemanha para tratamento especial. Durante esse tempo, antes de sua morte, ele se reconciliou com Densmore e falou com Krieger. Ele também realizou um concerto privado para seus médicos e enfermeiras. Manzarek estava “se sentindo melhor” até que as coisas pioraram, segundo seu empresário. Em  de maio de 2013, Manzarek morreu em um hospital em Rosenheim, Alemanha, aos 74 anos. Ele estava cercado por sua esposa e irmãos. Krieger disse ao ouvir a notícia de sua morte: “Fiquei profundamente triste ao saber do falecimento de meu amigo e colega de banda Ray Manzarek hoje. Estou muito feliz por ter tocado músicas do Doors com ele na última década. Ray foi uma grande parte da minha vida e sempre sentirei falta dele." Densmore disse: "Não havia tecladista no planeta mais apropriado para apoiar as palavras de Jim Morrison. Ray, eu me senti totalmente em sincronia musicalmente com você. Era como se tivéssemos a mesma opinião, mantendo a base para Robby e Jim para flutuar em cima. Sentirei falta do meu irmão musical."
Greg Harris, presidente e CEO do Rock and Roll Hall of Fame, disse em reação à morte de Manzarek que "O mundo do rock 'n' roll perdeu um de seus grandes nomes com o falecimento de Ray Manzarek." Harris também disse que "ele foi fundamental na formação de um dos grupos mais influentes, controversos e revolucionários da década de 1960. Faixas memoráveis como "Light My Fire", "People Are Strange" e "Hello, I Love You" - para citar apenas alguns - devo muito ao estilo de tocar inovador de Manzarek."
Em 12 de fevereiro de 2016, no Fonda Theatre em Hollywood, Densmore e Krieger se reuniram pela primeira vez em 15 anos para se apresentar em homenagem a Manzarek e em benefício do Stand Up to Cancer. Esse dia seria o 77º aniversário de Manzarek. A noite contou com Exene Cervenka e John Doe da banda X, Rami Jaffee do Foo Fighters, Robert DeLeo do Stone Temple Pilots, Stephen Perkins do Jane's Addiction, Emily Armstrong do Dead Sara e Andrew Watt (entre outros).
Em abril de 2018, o filme Break On Thru: A Celebration of Ray Manzarek and the Doors estreou no Asbury Park Music & Film Festival de 2018. O filme destaca o show de 2016 em homenagem ao que teria sido o 79º aniversário de Manzarek e inclui novas filmagens e entrevistas. O filme ganhou o prêmio APMFF de Melhor Longa-Metragem no festival.

## Discografia
The Doors
Solo
- The Golden Scarab (1974)
- The Whole Thing Started with Rock & Roll Now It's Out of Control (1974)
- Carmina Burana (1983)
- Love Her Madly (2006)

Nite City
- Nite City (1977)
- Starwood Club, Los Angeles. 02/23/1977 (1977)
- Golden Days Diamond Nights (1978)

Com X
- Los Angeles (1978)

Com Piotr Bal
- Atonal Head (2006)

Com Echo & the Bunnymen
- "Bedbugs and Ballyhoo" (1987)

Com Michael McClure
- Love Lion (1993)
- The Piano Poems: Live From San Francisco (2012)

Com Darryl Read
- Freshly Dug (1999)

Com Roy Rogers
- Ballads Before The Rain (2008)
- Translucent Blues (2011)
- Twisted Tales (2013)

Spoken word
- The Doors: Myth And Reality, The Spoken Word History (1996)

Com "Weird Al" Yankovic
- "Craigslist" (2009)

Com o poeta Michael C. Ford
- Look Each Other in The Ears. Hen House Studio Album includes The Doors: Ray Manzarek, Robby Krieger, and John Densmore. 2014

## Filmografia
- Love Her Madly (2000); Diretor e co-roteirista.
- Induction (1965); Ator (Ray), diretor, e escritor.
- The Wino and the Blind Man (1964); Ator (blind man).
- Evergreen (1965); Escritor e diretor.
- Deal of the Century (1983); Ator (Charlie Simbo).
- The Poet in Exile (em produção).[49]

## Livros
- Light My Fire: My Life with the Doors (1999) ISBN 0-425-17045-4
- The Poet in Exile (2001) Thunder's Mouth Press, 2002 paperback: ISBN 1-56025-447-5
- Snake Moon (2006) ISBN 1-59780-041-4

## Na cultura popular
Para o filme The Doors (1991) de Oliver Stone, Manzarek foi interpretado por Kyle MacLachlan.